# S/2018 J 4
S/2018 J 4 は、木星を公転する衛星の一つである。

## 特徴
S/2018 J 4 は、アメリカの天文学者であるスコット・S・シェパードがセロ・トロロ汎米天文台にて2018年5月11日に撮影された画像から発見された。発見報告は2023年1月20日（日本標準時では翌21日）に小惑星センターが公表している小惑星電子回報 (Minor Planet Electronic Circular, MPEC) にて掲載され、仮符号 S/2018 J 4 が付与された。2023年の年始に立て続けに報告された8個の木星の新衛星の一つである。小惑星電子回報の発見報告では、セロ・トロロ汎米天文台での観測記録に加えて、それから2022年11月29日までに行われたラスカンパナス天文台とローウェル天文台のディスカバリーチャンネル望遠鏡による観測を併せた合計82回の観測記録が公表された。
直径が 2 km 程度と考えられている非常に小型の衛星で、木星などからの摂動の影響による長期間の軌道の変化を平均化させた軌道要素では、S/2018 J 4 は木星から約 1630万 km 離れた軌道を約433日余りの公転周期で公転しており、木星の自転と同じ方向に公転する順行衛星である。木星の衛星の中で順行軌道を持つ不規則衛星によって構成されている衛星群としてはヒマリア群があるが、ヒマリア群に属する衛星よりも木星から遠く、軌道傾斜角も大きいことが知られている。この軌道要素は、S/2018 J 4 の発見以前までどの衛星群にも属さないと考えられていたカルポに似ており、発見者のシェパードはカルポと S/2018 J 4 が属する衛星群を「カルポ群 (Carpo Group)」と呼称している。しかし、カルポの軌道の離心率が 0.416 と比較的高いのに対して、S/2018 J 4 の離心率は 0.177 であり、カルポと比較すると円に近い軌道となっている。
S/2018 J 4 の黄道面に対する軌道傾斜角はカルポと同様に50度を超えている。カルポでは、古在メカニズムの影響で離心率と軌道傾斜角の間に周期的な交換が起きることによる短い時間スケールでの軌道要素の大幅な変化が生じているとみられる。
| 天体       | 軌道長半径 (km) | 軌道離心率 | 軌道傾斜角 (°) | 近点引数 (°) | 昇交点黄経 (°) |
| ---------- | --------------- | ---------- | -------------- | ------------ | -------------- |
| カルポ     | 17,042,300      | 0.416      | 53.2           | 86.6         | 54.0           |
| S/2018 J 4 | 16,328,500      | 0.177      | 50.2           | 272.1        | 62.0           |

## 名称
2023年1月時点では S/2018 J 4 への固有名の命名は行われておらず、仮符号のみが付与されている。最初にこの衛星が写っていたことが判明した画像が2018年に撮影されたものであったことから、発見報告が公表されたのは2023年であるが、仮符号には 2018 という年号が割り当てられている。